# Olyra burmanica
Olyra burmanica är en fiskart som beskrevs av Francis Day 1872. Olyra burmanica ingår i släktet Olyra och familjen Olyridae. IUCN kategoriserar arten globalt som otillräckligt studerad. Inga underarter finns listade i Catalogue of Life.